# Gamrig
Der Gamrig ist ein 253 Meter hoher Berg in der Vorderen Sächsischen Schweiz östlich von Rathen. Aufgrund seiner freistehenden Lage oberhalb des Ortes bietet er eine weitreichende Aussicht über das Elbsandsteingebirge, vor allem über das Elbtal und die Ebenheiten.

## Lage und Umgebung
Der Gamrig befindet sich etwa einen Kilometer östlich von Rathen am nordwestlichen Rand einer Hochebene (Ebenheit), auf der das Dorf Waltersdorf liegt. Südlich des Felsmassivs hat sich ein Talgrund in den Untergrund eingeschnitten, durch den die Straße Waltersdorf – Niederrathen unmittelbar am Gamrig vorbei verläuft. Westlich des Gamrig liegt das Rathener Felsgebiet mit einer ganzen Reihe bekannter Felsen (u. a. Bastei, Mönch, Lokomotive) und Gründe (u. a. Wehlgrund, Amselgrund). Etwa einen Kilometer nordöstlich befindet sich das canyonartige Tal der Polenz. Zwischen Gamrig und Polenztal liegt das bewaldete schmale Felsplateau Ziegenrücken, über das die Staatsstraße 163 von Bad Schandau zur Hocksteinschänke verläuft.

## Geschichte
Der Name Gamrig stammt aus dem Slawischen, er wird auf kamen, das slawische Wort für „Stein“ zurückgeführt.
Im Unterschied zu anderen freistehenden Felsen und Felsgruppen der Sächsischen Schweiz, wie etwa dem Falkenstein oder der Felsenburg Neurathen, diente der Gamrig nie als Burgwarte. Genannt wurde der Gamrig bereits in der von Matthias Oeder 1592 erstellten Ersten Kursächsische Landesaufnahme. Dort wurde er noch als Gamigkstein bezeichnet. Bis ins 20. Jahrhundert war auch noch die Bezeichnung Gammerig in Verwendung.
Caspar David Friedrich zeichnete den Gamrig 1808 und verwendete das Motiv 1818 in seinem bekannten Bild Der Wanderer über dem Nebelmeer.
Der Gamrig war durch die gute Erreichbarkeit schon öfter Filmdrehort. So wurden auf dem Gamrig 1981 einige Szenen der Polizeiruf-110-Folge „Der Rettungsschwimmer“ gedreht. 2017 fanden hier Dreharbeiten für den zweiten Teil der Fernsehserie Der Ranger – Paradies Heimat statt.

## Geologie
Der Gamrig ist ein Restberg einer einst einheitlichen Felsplatte, zu der auch die benachbarten Felsmassive von Carolastein (251 Meter), Fritschenstein (259 Meter) und Bockstein (246 Meter) gehörten. Die Felsplatte erhob sich etwa 20–40 Meter über der Waltersdorfer Hochebene.
Der Gamrig besteht aus Sandsteinen der Stufe d, welche in der geologischen Zeitskala in das obere Turon der Kreidezeit eingeordnet werden. In neueren Publikationen werden diese Sandsteine auch als „Schrammsteinschichten“ bezeichnet. Ursprünglich war die Stufe d bis zu 50 Meter mächtig.
In einer Höhe von etwa 220 Metern ist zwischen den Stufen d und c die tonig-sandige Zwischenschicht γ3 eingeschaltet, die einer starken Verwitterung ausgesetzt ist. An der Südseite des Gamrig entstand in dieser Zwischenschicht eine Schichtfugenhöhle ("Gamrighöhle"), die im 19. Jahrhundert künstlich erweitert wurde (siehe unten.)
Aufgrund der insgesamt vergleichsweise weichen Sandsteinschichten ist das gesamte Felsmassiv des Gamrig stark erosionsgefährdet.

## Bergsport
Am Gamrig, der zum Teilgebiet Rathen des Klettergebiets Sächsische Schweiz gehört, befinden sich die sechs Klettergipfel "Gamrigkegel", "Gamrigscheibe", "Gamrigwächter", "Heidebrüderturm", "Heidestein" und "Waltersdorfer Horn" mit über 130 verschiedenen Kletterrouten. Da der Sandstein rund um Rathen bedingt durch seine Feinkörnigkeit und Mangel an Bindemitteln sehr weich und brüchig ist, leiden die Felsen besonders unter Erosion. Entsprechend der Sächsischen Kletterregeln ist daher das Klettern nach Regen erst nach völligem Abtrocknen der Felsen erlaubt.

## Aussicht
Für Wanderer sind die Aussichten auf dem Gamrig über einen mit Stufen versehenen Aufstieg zugänglich. Ihnen bietet sich ein weiter Blick bis nach Stadt Wehlen, zur Lokomotive und über Lilienstein und Festung Königstein bis zum Zirkelstein und den Schrammsteinen.

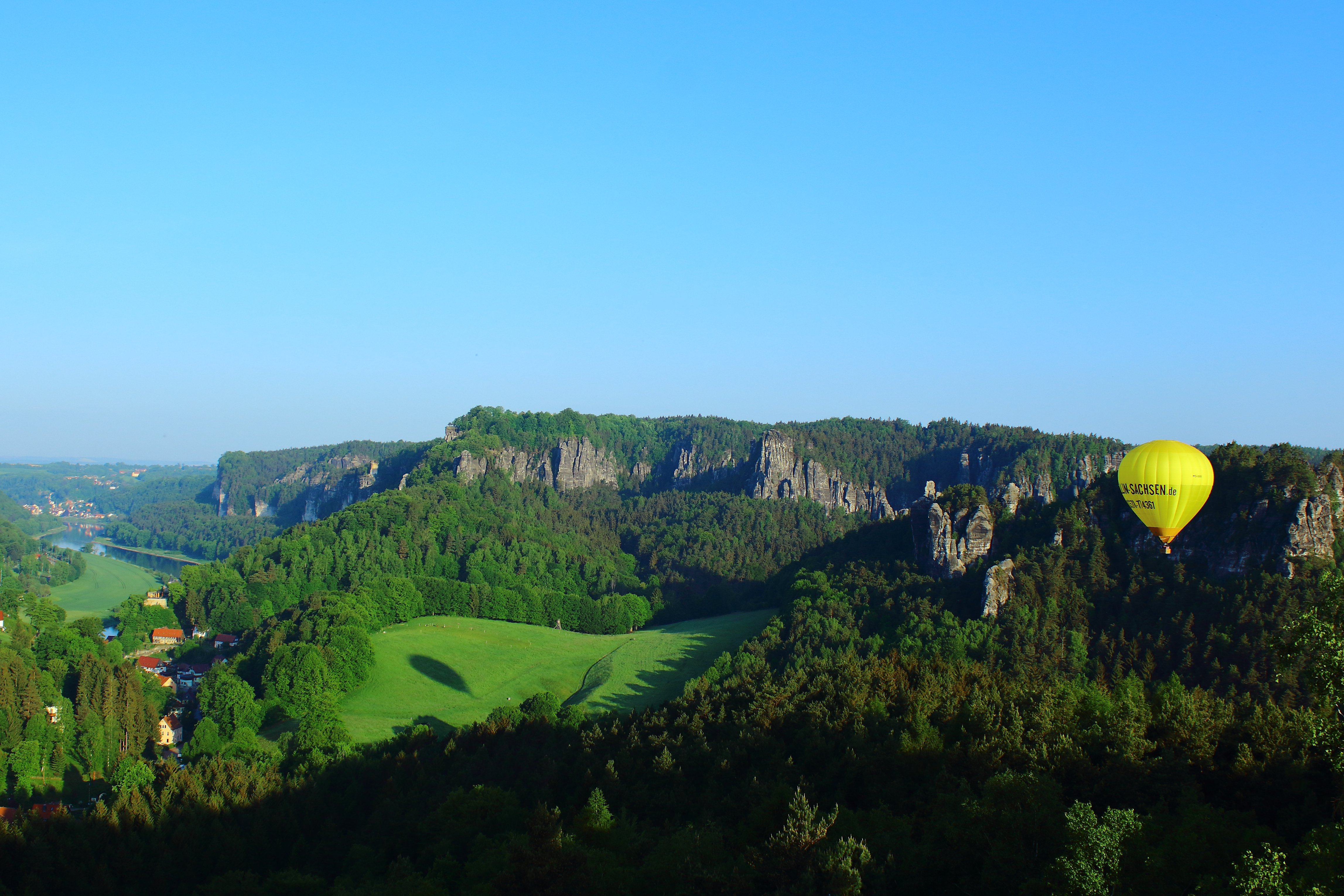
Aussicht nach Westen auf Niederrathen und die Bastei
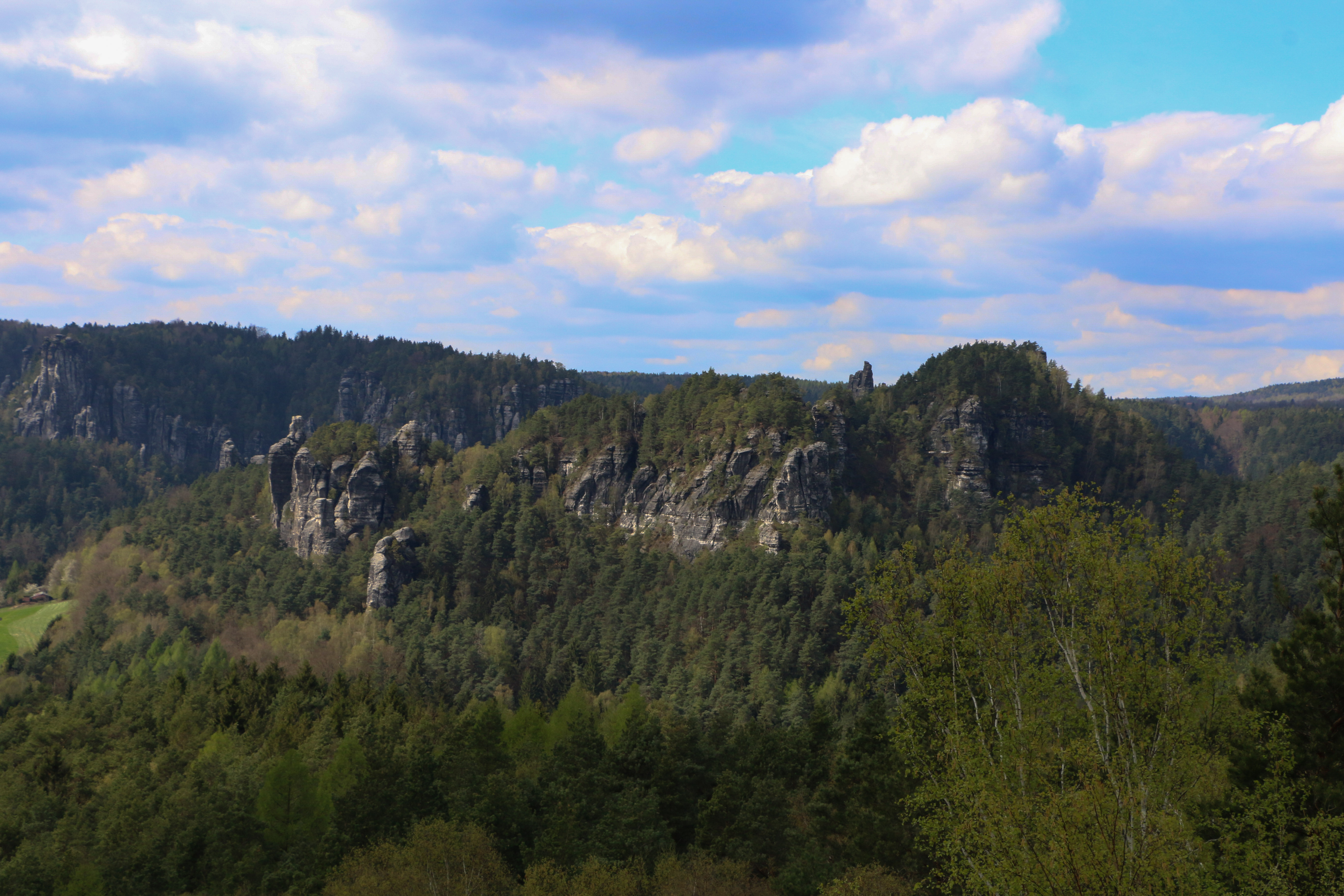
Aussicht nach Nordwesten auf die Feld- und Honigsteine
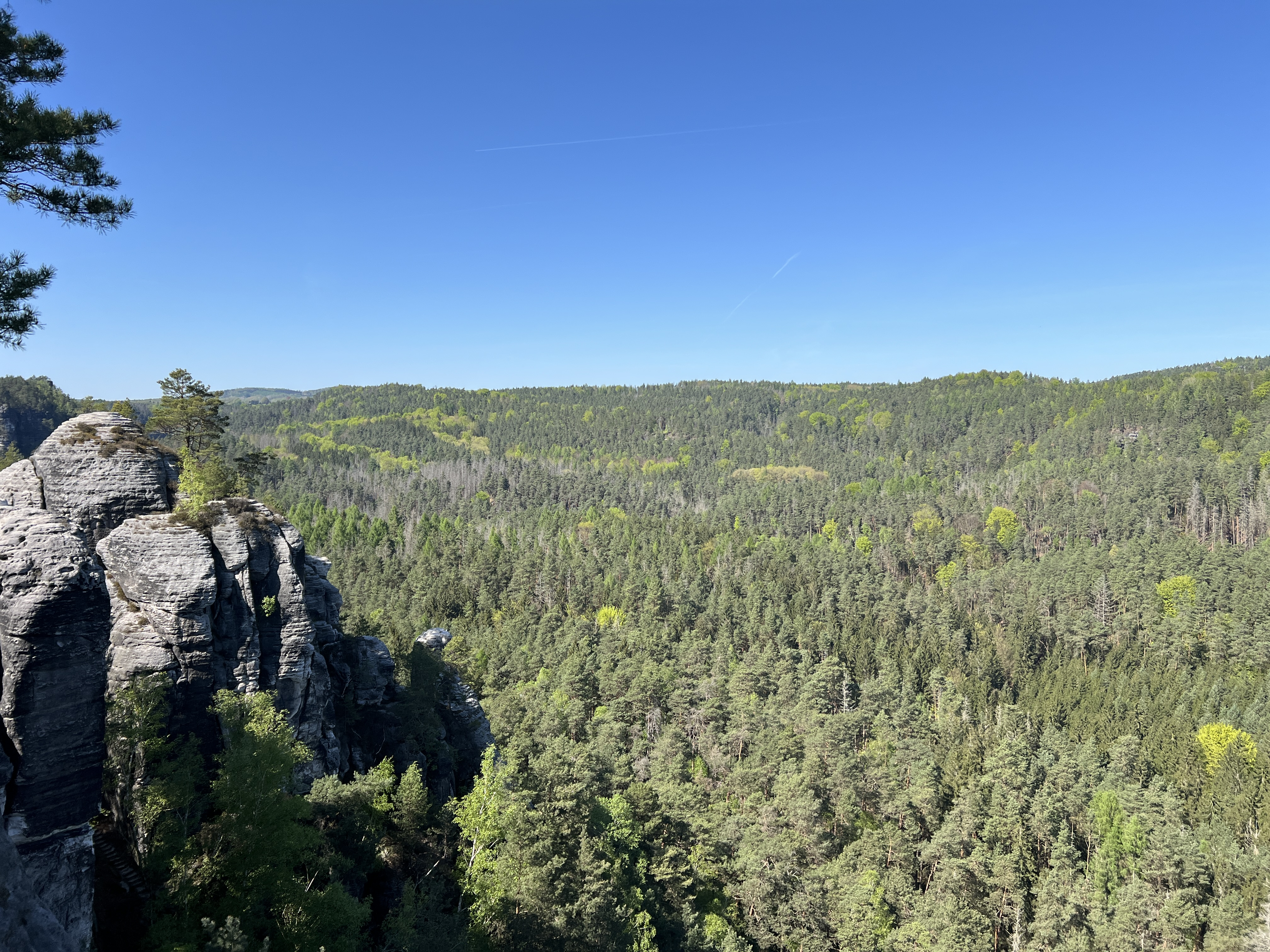
Aussicht nach Norden
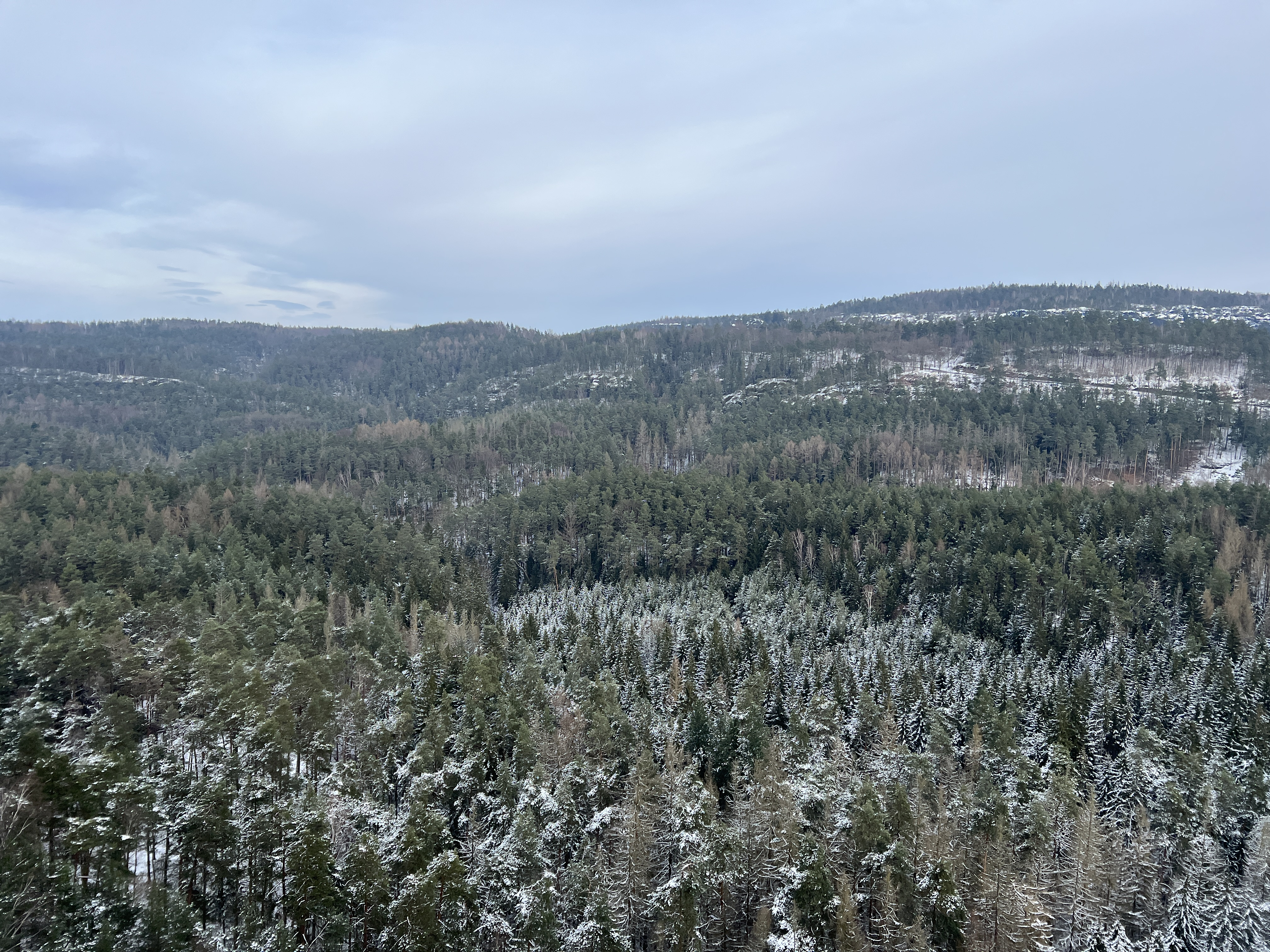
Aussicht nach Nordosten im Winter
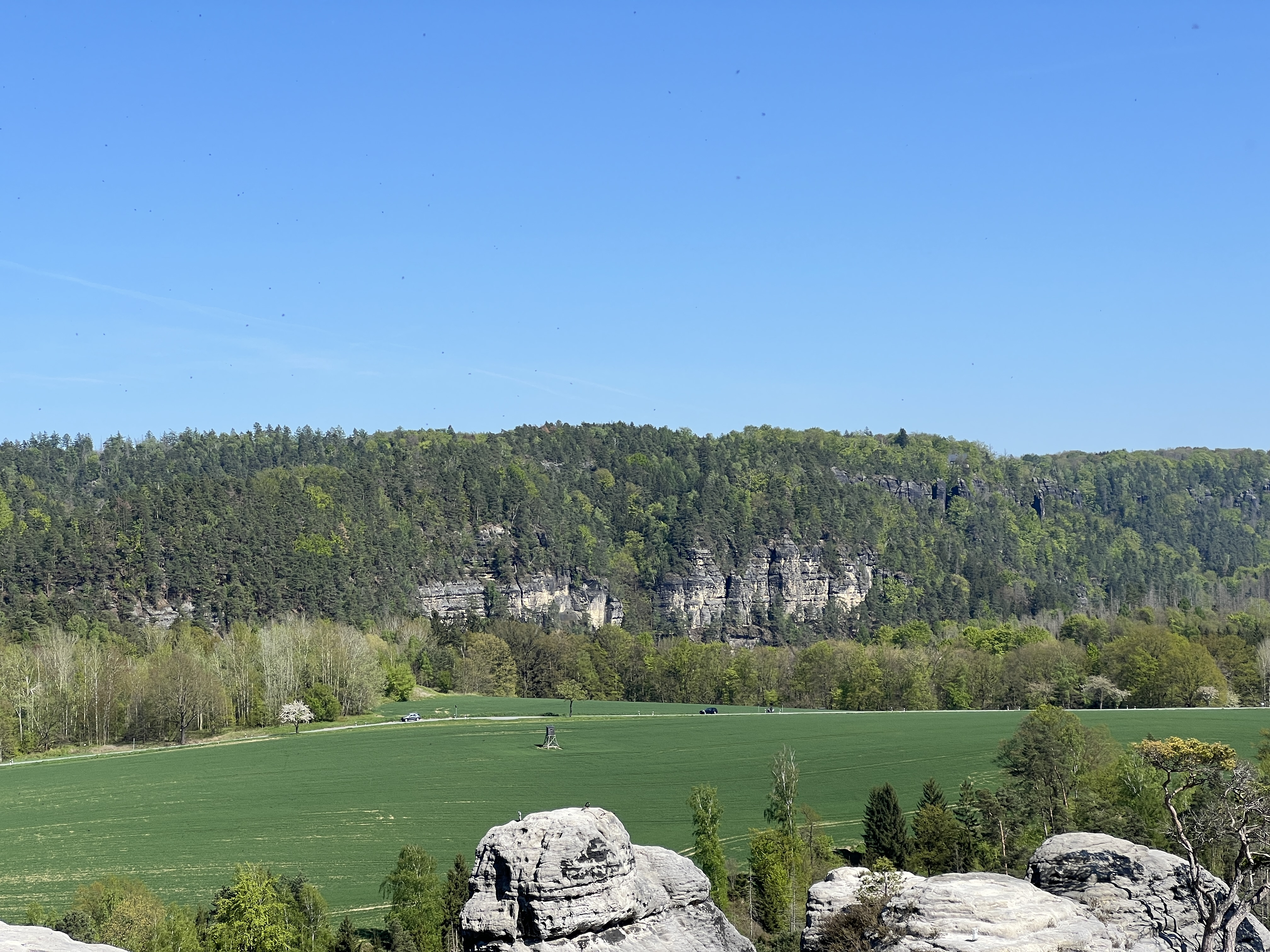
Aussicht nach Osten auf den Brand
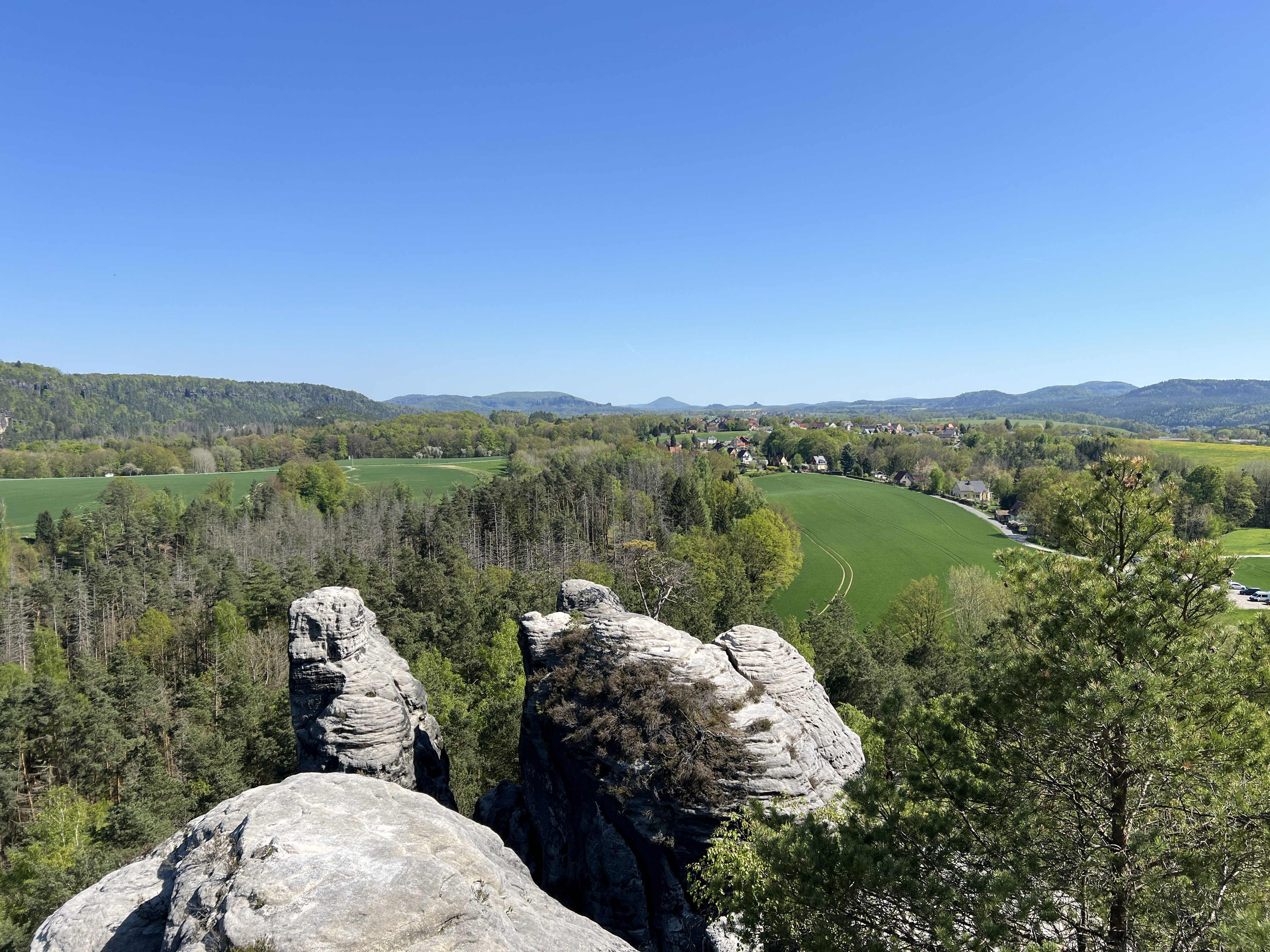
Aussicht nach Südosten auf Waltersdorf und mehrere linkselbische Tafelberge
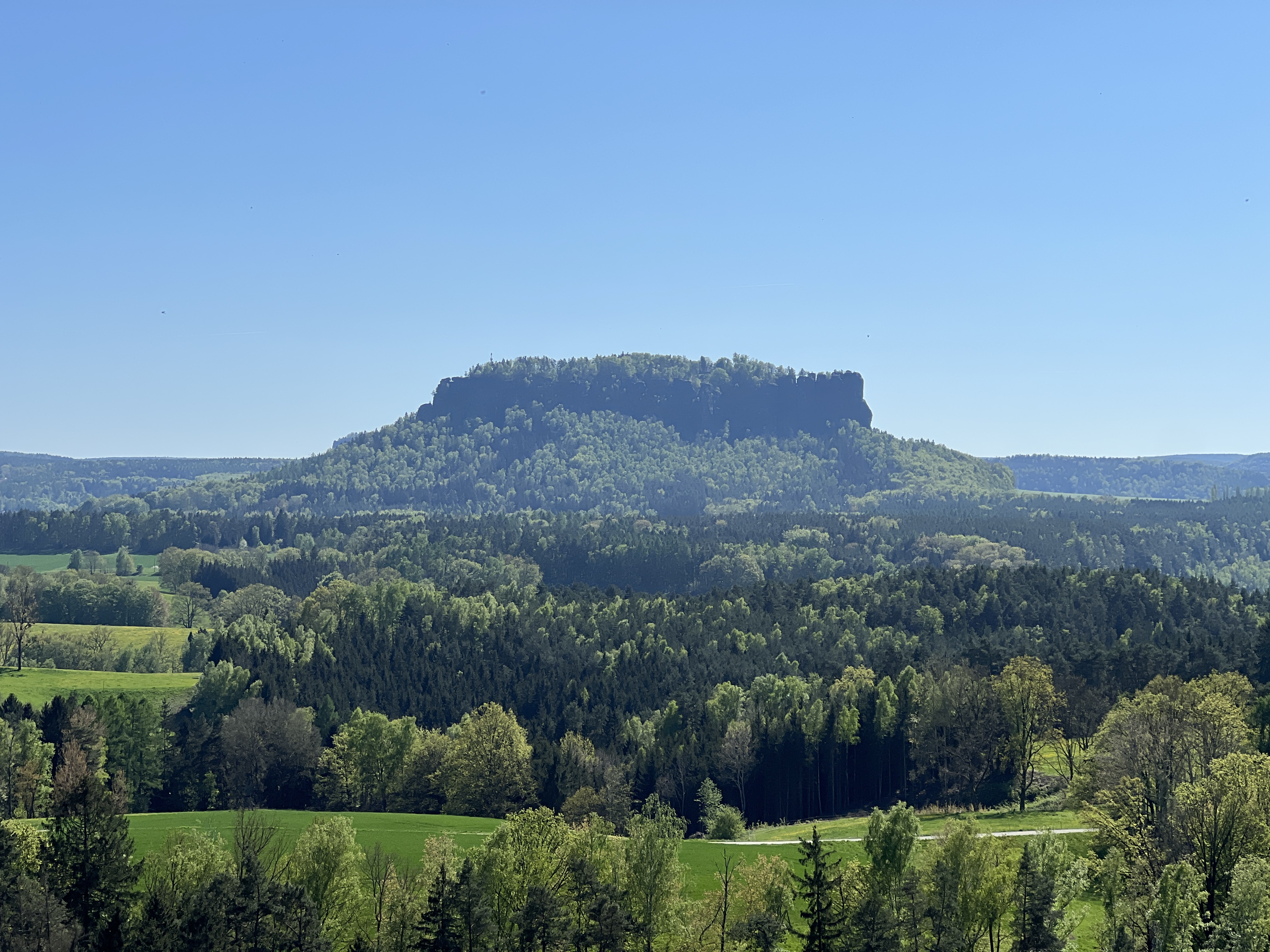
Aussicht nach Süden auf den Lilienstein

## Wege zum Gipfel
An der Westseite des Felsmassivs führt ein mit Stufen ausgebauter Weg auf den Gipfel. Das Gipfelplateau ist im Gegensatz zu zahlreichen anderen Bergen und Aussichtspunkten der Sächsischen Schweiz nicht mit Geländern gesichert.

## Gamrighöhle
An der Südostseite des Gamrig befindet sich am Wandfuß die "Gamrighöhle", eine Halbhöhle zwischen zwei Sandsteinschichten (Schichtfugenhöhle). Der hier anstehende feine und wenig verfestigte Sandstein wurde in der zweiten Hälfte des 19. Jahrhunderts herausgebrochen und zu feinem Sand zerrieben. Dieser wurde als Aufwasch-, Scheuer- und Putzsand sowie zum Bestreuen von Holzdielen v. a. in Gasthäusers und Seifenfabriken verkauft. Durch die Sandsteingewinnung wurde die Höhle erweitert und reicht heute über 20 Meter tief in den Gamrigfelsen hinein.

## Galerie

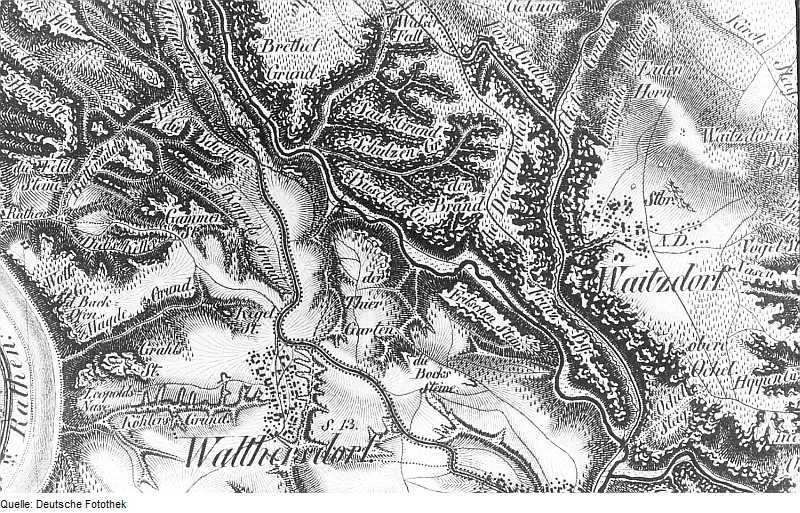
Der Gamrig (linke Bildmitte) auf der Oberreitschen Kartendarstellung von 1821/22
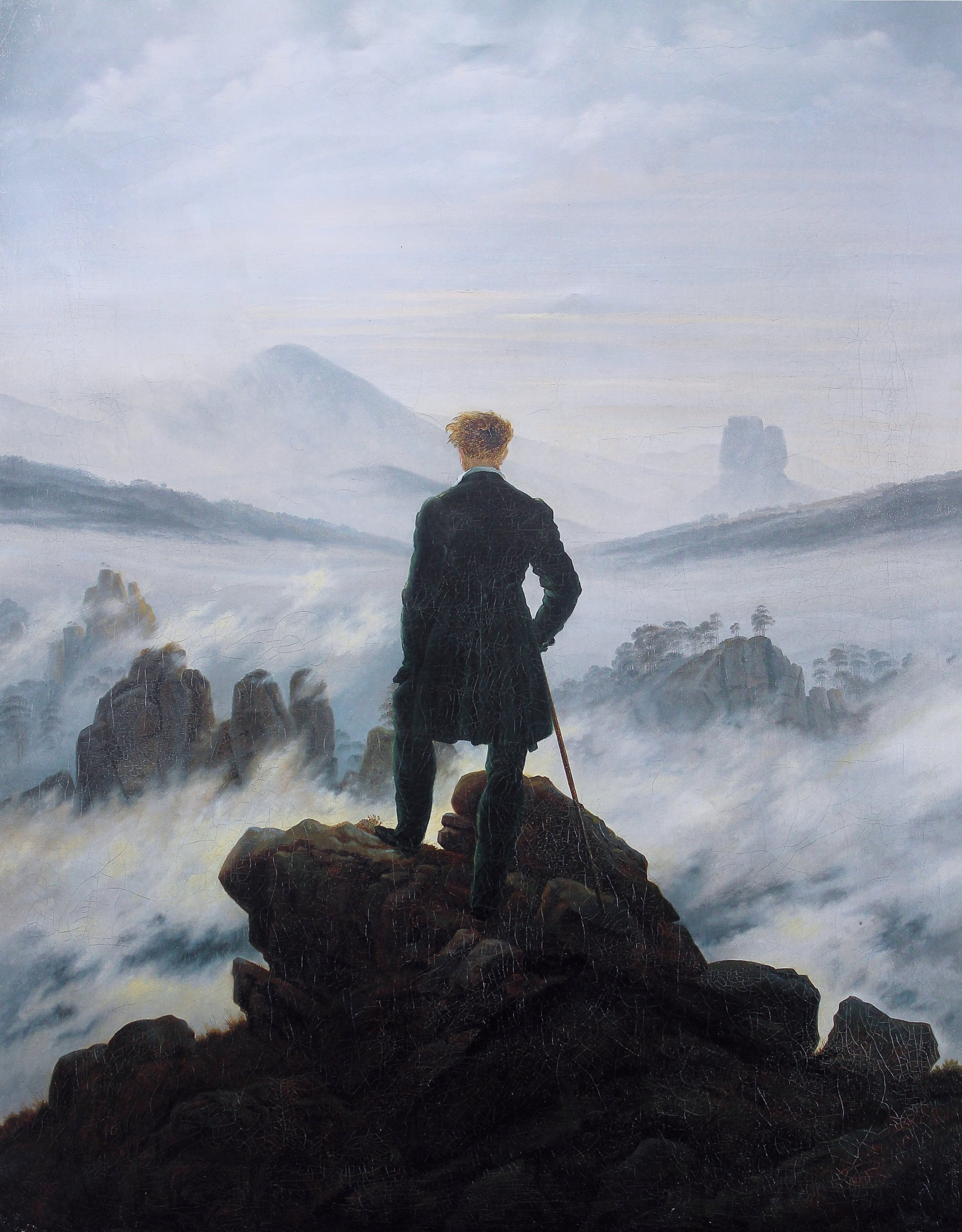
„Der Wanderer über dem Nebelmeer“ von Caspar David Friedrich (1818) zeigt links vom Wanderer das Felsmassiv des Gamrig
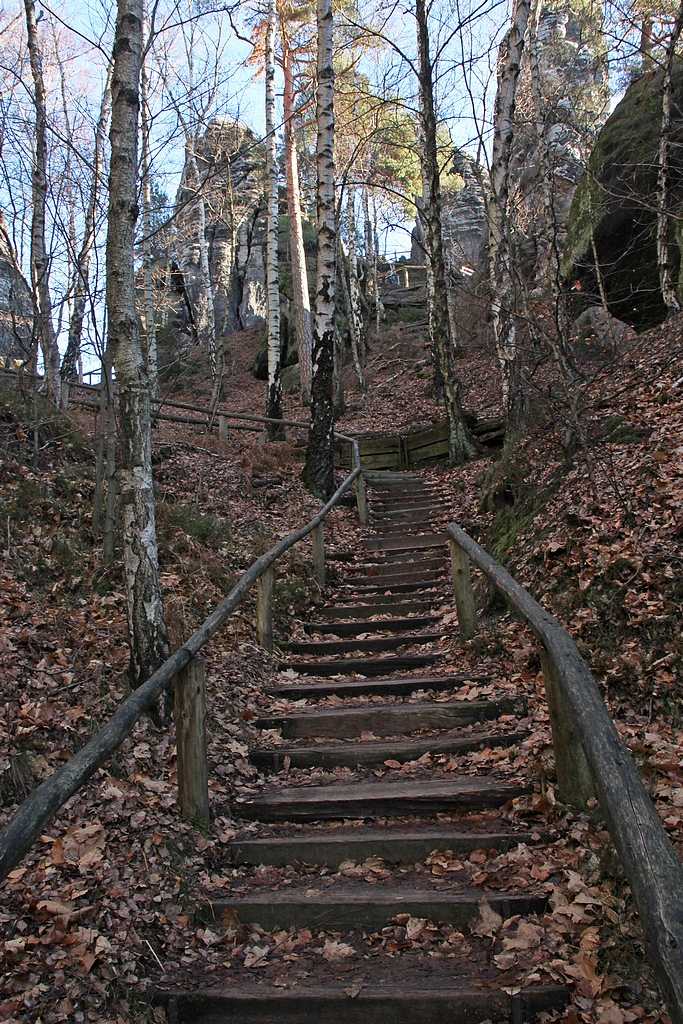
Weg auf den Gamrig
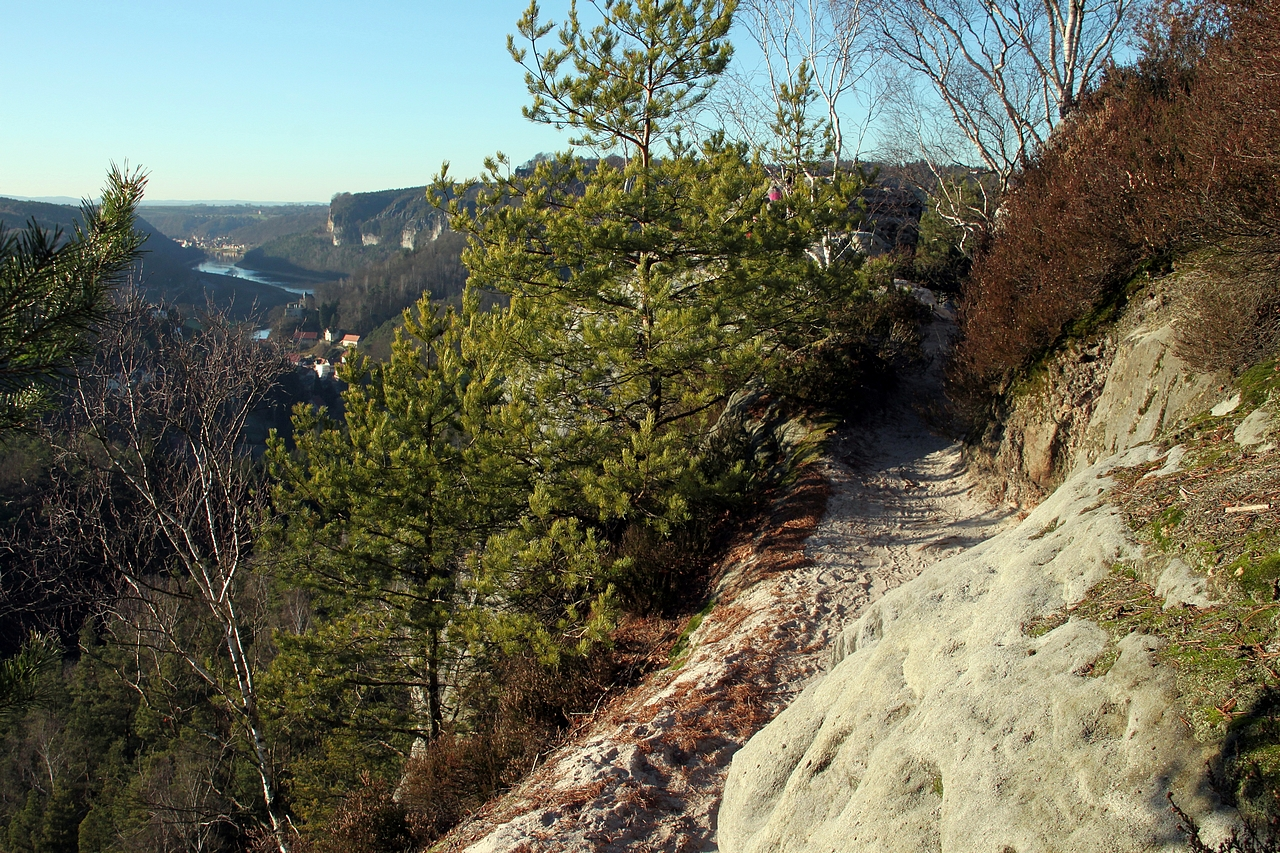
Auf dem Gipfel des Gamrig, im Hintergrund ist das Elbtal zwischen Rathen und Stadt Wehlen zu erkennen
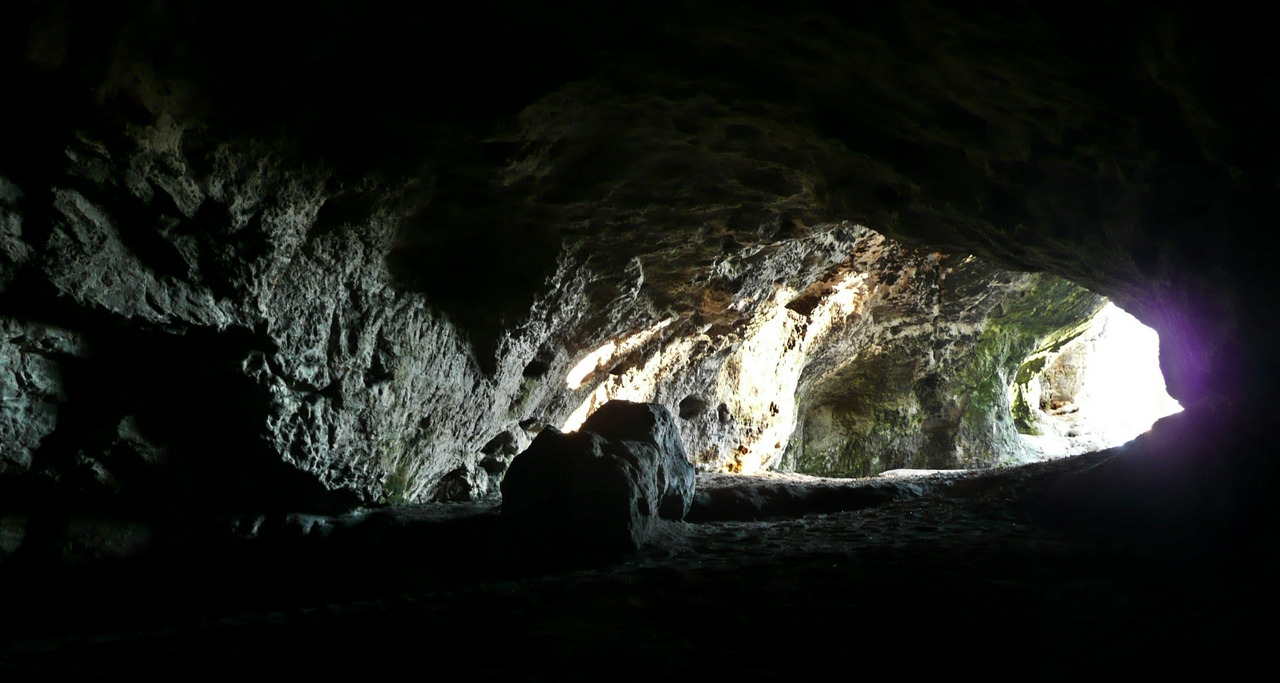
In der "Gamrighöhle"
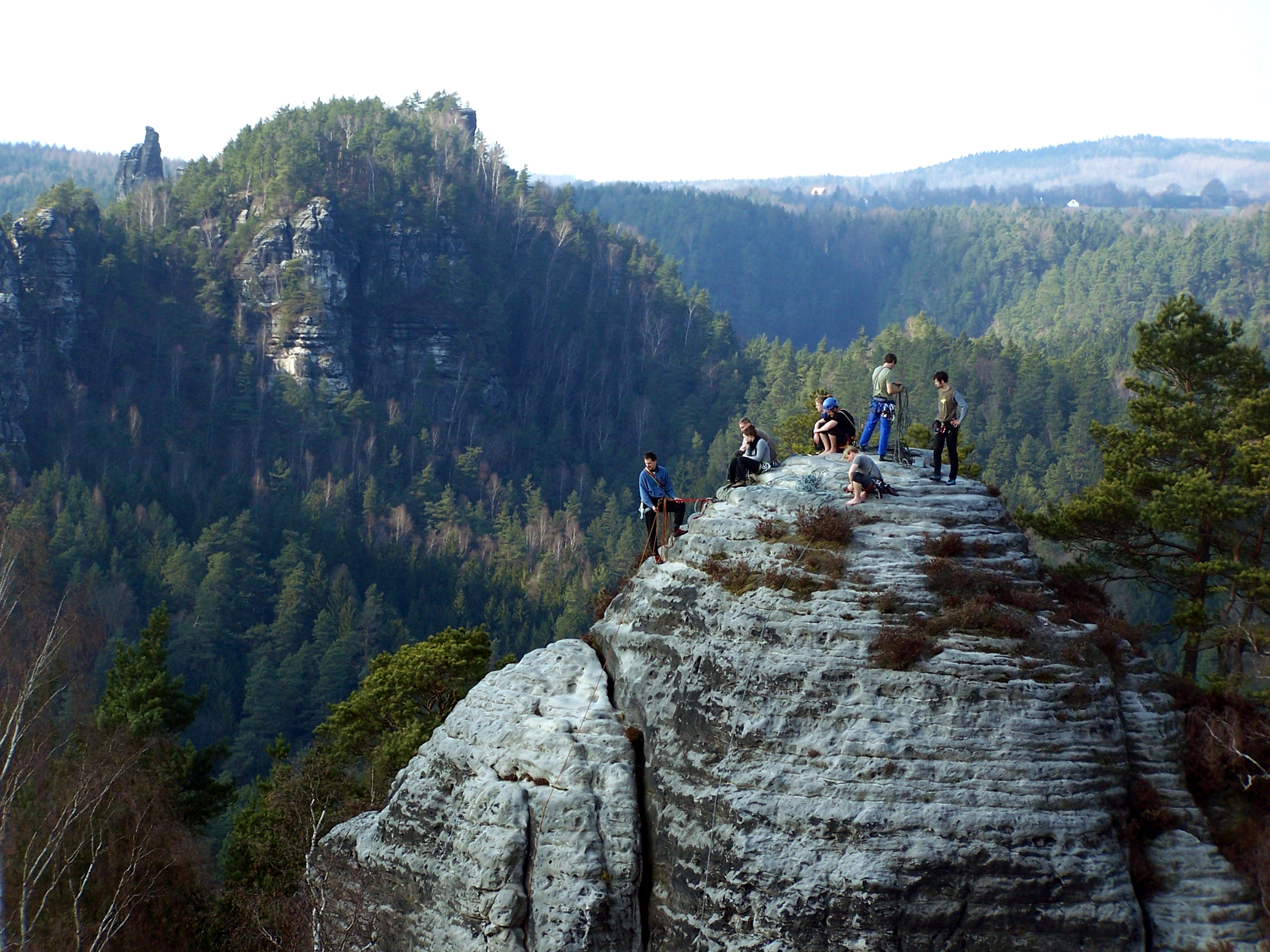
Kletterer auf dem Heidestein, einem der sechs Klettergipfel am Gamrig